# Concatedral de la Ascensión del Señor (Kecskemét)
La Concatedral de la Ascensión del Señor o simplemente Catedral de Kecskemét y también llamada la "Gran Iglesia" (en húngaro: Urunk Mennybemenetele Társszékesegyház o Nagytemplom) es un edificio religioso afiliado a la Iglesia Católica que se encuentra en la ciudad de Kecskemét (Hungría),  funciona como la concatedral o catedral alterna de la arquidiócesis de Kalocsa-Kecskemét. Esta dedicada a la Ascensión de Cristo. 
La iglesia fue construida entre 1774 y 1806 en el estilo barroco y sigue siendo la mayor iglesia de la llanura de Panonia. El diseño original corresponde a Osvald Gáspár, pero la gestión de la construcción se confió a Balthasar Fischer. Ya en 1819 la torre de la iglesia se incendió y tuvo que ser renovada hasta 1863 recibiendo entonces su forma actual.

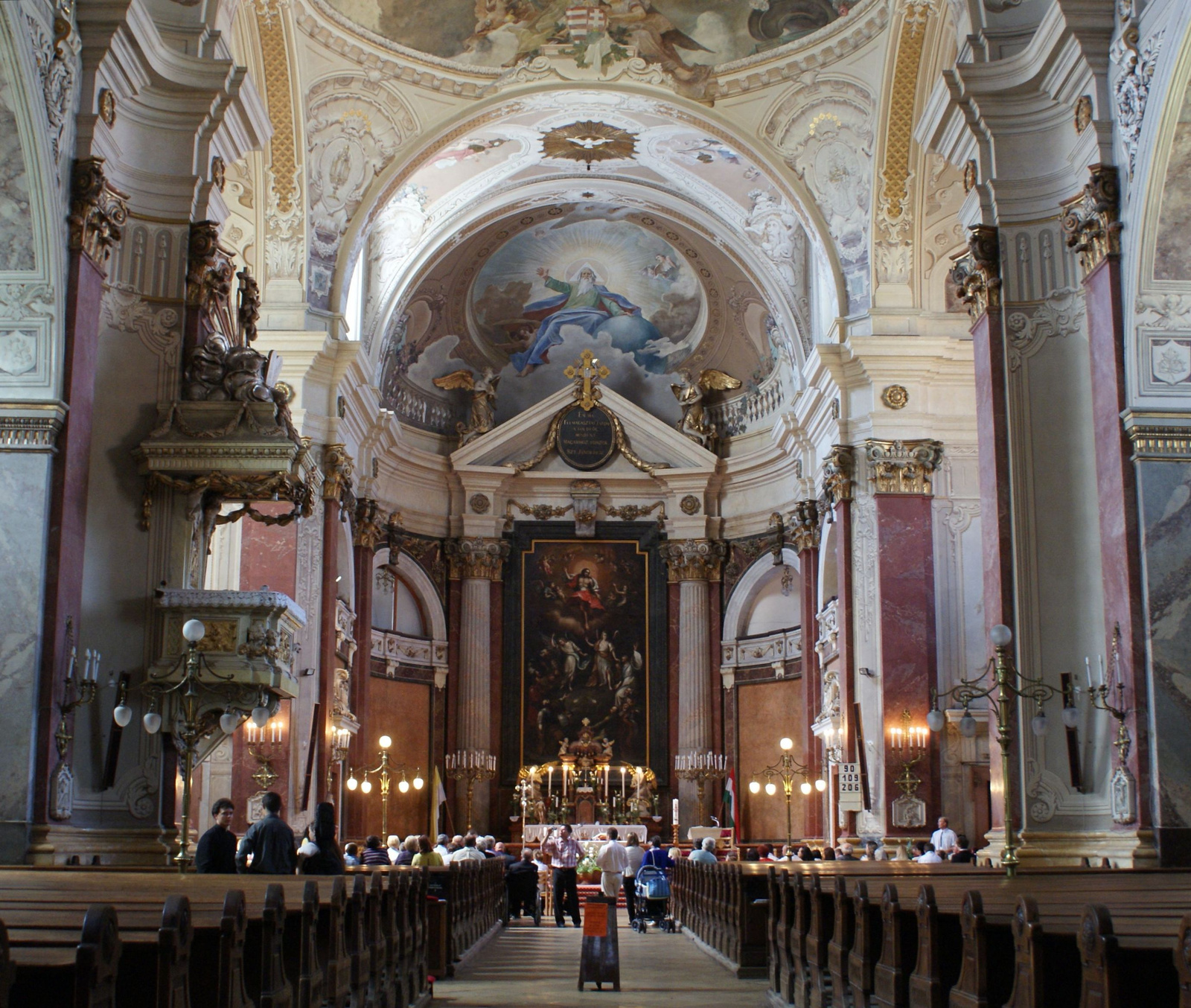
Vista interna